# Esclavine
Une esclavine est un vêtement  long, à manches, en forme de casaque avec capuchon, utilisée par les pèlerins à partir du XIIe siècle.
Elle est généralement considérée comme habit de travail ou de voyage — utile notamment par temps de pluie — porté par des personnes des classes basses de leur société ou voulant faire montre d'humilité. 
Si l'esclavine est souvent une grossière étoffe de bure, d'autres matières peuvent être utilisées. Elle est parfois faite de poil brut, et alors qualifiée de « velue »,. Elle peut aussi être taillée dans de riches tissus, comme mentionné au début du XVIIe siècle pour les officiers de marine.
L’étymologie fait régulièrement référence au latin slavus, esclave ou à la Slavonie. Le terme est déjà considéré comme désuet à la fin du XVIIe siècle, même si Victor Hugo l'utilise encore dans L'Homme qui rit.
Le mot a également qualifié une couverture de lit.